# Прионуры
Прионуры, или пилохвосты (лат. Prionurus), — род морских лучепёрых рыб из семейства хирурговых. Представители рода распространены в Тихом океане, и только одни вид Prionurus biafraensis обитает в Атлантическом океане.

## Описание
Тело продолговатое, сжатое с боков. Глаза умеренной величины, расположены высоко. Для представителей рода характерным признаком является увеличенное количество костных щитков на хвостовом стебле, которое достигает 3—6 штук с каждой стороны. Рот маленький, с короткими челюстями. Челюсти с одним рядом резцевидных зубов. Плавательный пузырь большой. Чешуя мелкая, сильно вросшая в кожу. Боковая линия сплошная. Один спинной плавник с колючими лучами, его мягкая часть больше колючей. Анальный плавник сходен со спинным, колючих лучей в нём меньше. В анальном плавнике 3 колючих луча, в брюшном — 5 мягких лучей.

## Классификация
На май 2019 года в род включают 7 видов:
- Prionurus biafraensis (Blache & Rossignol, 1961)
- Prionurus chrysurus J. E. Randall, 2001
- Prionurus laticlavius (Valenciennes, 1846)
- Prionurus maculatus Ogilby, 1887
- Prionurus microlepidotus Lacépède, 1804 — Мелкочешуйный носач[1]
- Prionurus punctatus Gill, 1862
- Prionurus scalprum Valenciennes, 1835